# 達爾 (龍珠角色)
貝吉達 ，是鳥山明的原作漫画《龙珠》系列及其改編原作的动画系列中登场的虚构人物。名字的源自蔬菜 (日语：ベジタブル)。起初為賽亞人篇中孫悟空等人的反派之一，後來受孫悟空等人的影響改邪歸正。
在日本動畫版的聲優是堀川りょう，從《七龍珠GT》開始以“堀川亮”的名義表示。英語版則是克里斯托佛·沙巴特 (Christopher Sabat)。

## 簡介
達爾的全名是“達爾四世 (ベジータ四世)”，父親為貝吉達王“達爾三世 (ベジータ三世)”。艾紀732年出生。身高：164cm、體重：56kg。興趣是修行。沒有討厭的食物。
除此之外，達爾對步法融合特別反感，覺得姿態很「核突」。
達爾是達爾行星被弗利沙毀滅後倖存的賽亞人之一。達爾行星毀滅時，當時在邊境行星的達爾和拉帝茲等人無視弗力札的命令折返星球，後得弗力札軍通知達爾行星被毀於巨大殞石的謊言。然而於年少時就踏上戰場的賽亞人王子非常瞭解與弗力札的實力差距，於是繼續忍氣吞聲地繼續為弗力札軍所用，更自薦地不斷在前線星域作戰以提升自己力量，等待時機反抗弗力札。在孫悟空的哥哥賽亞人拉帝茲被孙悟空和比克联手杀死后，與手下那巴飞行一年前往地球，企圖搶奪七龍珠，並且許願得到永生。在那巴被后来赶来的孙悟空打伤之后将其处死，又变成大猩猩将孙悟空打成重伤，但是被孙悟空的元气弹和孙悟饭、克林等人的盡力戰鬥而擊倒，最後悟空等人放過了達爾，從此本人就以超越孙悟空為終生目標。
達爾的妻子是布馬，生有一子特南克斯和一女布拉（皆為布馬所取名），有一個被父親因為出生時戰鬥力太低放逐的弟弟塔布爾與弟媳菇樂。
在鳥山明《七龍珠》的單行本與完全版中，達爾能與悟空兩人可以利用波特拉耳環進行合體成為「貝吉特」；在其它的官方《七龍珠》作品中，兩人也能透過梅達摩爾族人的融合術成為「悟基塔」。他們經常被拿來比較，東映動畫官方則給出了他們「實力一樣強」的簡介。

## 人物性格
貝吉達作為一名賽亞人的王子，早期的他野心勃勃，视人命如草芥，自尊心和精英意識非常強烈，而且很討厭接受別人的訓示（布瑪除外），起初貝吉達因悟空戰鬥力低被視為下級戰士與同樣身為賽亞人卻想要保護地球的行為而鄙視他，認為他是「吊車尾的混蛋」、「賽亞人的叛徒」。受孫悟空等人影響而改邪歸正，漸漸改變個性和想法，雖然現與孫悟空亦敵亦友但始終都認為自己是壞人，會反省自身（包含所有賽亞人）所犯下的罪孽，與孫悟空一樣除非沒必要不然不會濫殺壞人，如葛拉諾拉這種本來就不是壞人的敵人不會痛下殺手，甚至打算與對方同歸於盡來贖罪的念頭。現在會因孫悟空只顧修行不顧家而對他反感，一度嘲諷他“雖然不是壞人卻是最糟糕的父親”，也會因孫悟空時常把事情搞砸（像是扎瑪斯封印失敗）或是超越他而生氣。
貝吉達被那巴（ナッパ）評為“擁有可以得到貝吉達行星命名的天才戰士”。在賽亞人民族中，戰鬥力高強的上級戰士只有貝吉達和父親貝吉達王，貝吉達嬰兒時期就有相當高的潛力，在童年時期實力就超越父親貝吉達王。隨後被分配到那霸、拉帝茲（ラディッツ）小組時，由於戰鬥力超群而成為隊長。另外，當多多利亞（ドドリア）揭露貝吉達行星滅絕的真相時，也說弗利沙是將貝吉達當成棋子長年利用。貝吉達是一個相當努力的人，為了變强不惜接受各種嚴峻的特訓。此外，在與悟空的首次對決中，悟空回應道：“就算是吊車尾，如果努力的話，說不定也會超越精英”，而貝吉達反譏“就算努力也無法逾越障礙”。至魔人普烏篇後半部，貝吉達承認悟空是“超越自己的天才”：“無論我怎麼修行都無法填補這之間的差距”。在界王神界對抗純粹普烏的戰鬥中，他講述身為天才的自己和悟空不同的地方，並承認悟空是“NO.1”，但為了不想被悟空超前依然鍛煉到與悟空不分伯仲。而在超級英雄篇與孫悟空切磋對打贏了對方後也會嘲諷悟空，讓悟空無語。
那美克星篇以後就定居在地球，布瑪邀請貝吉達到膠囊公司一起同居。鳥山說：“布瑪和達爾之間的愛情劇我也曾經在腦海中想過，但是因為覺得很害羞，所以我沒有特別去描寫”。鳥山還表示：“自尊心受到嚴重傷害的達爾為了救出布瑪，冷酷的性格到後來逐漸改變，現在確實是一個比悟空更溫柔的賽亞人”。作品從人造人篇進展到魔人普烏篇時的達爾改變很大，如賽魯篇未來特南克斯被賽魯殺時怒不可遏的攻擊對方，因自身成為累贅向救他而受傷的孫悟飯道歉，達爾鍛鍊兒子特南克斯（未來與現代）以及曾經為了家人而犧牲自己，甚至因為悟空提出讓老界王神撫摸其妻莊子為條件使用那美星的龍珠復完地球的批准而非常火大，也曾因為布瑪與JACO拜訪祖諾時警告JACO不准對布瑪亂來，這些事情顯示達爾人性化的一面。雖然布瑪對於達爾和悟空不工作表示不滿，但是因為布瑪非常有錢，所以貝吉達覺得沒有工作的必要，每天專心致力於修行武功。
到了《龍珠超》，貝吉達那人性化的特點更為強烈，當破壞神比魯斯賞了莊子一記耳光後，貝吉達馬上變得暴怒並瘋狂攻擊自己一直害怕的比魯斯（實力一度超越超級賽亞人3的悟空）；作為成年人才移居地球的賽亞人，他比從小在地球長大的孫悟空更懂得浪漫和顧家，像是布瑪臨盆在即，他寧可放棄修行或是放棄參加力之大會也要陪伴在側；反之悟空作為悟飯及悟天的爸爸只顧修行卻沒有在他們出生時陪伴妻子而感到無語，與比克一聽到孫悟空修行到把孫女給忘記而非常生氣，痛斥他無良。也非常在意妻子莊子的意見及心情。孫悟空也曾吐嘈貝吉達會寵女兒布拉，在未來特南克斯再度回到過去時又吐嘈貝吉達進化到會關心別人。
2005年6月15日在日本當地發售的“七龍珠GT DVD BOX”附贈的特製小冊子（Dragonbook）裡，劇本作家前川淳先生表示：“二人（悟空與達爾）的競爭由《七龍珠Z》開始直到結尾仍然持續，以及他們之間微妙的友誼，我覺得我應該描繪這段因緣”；“達爾原先高傲自負，在他眼中悟空一直在變。但是從另一個角度來說，不是因為悟空真的在轉變，只是達爾自己的心境改變了。因此就算是看待同樣的東西，他的感觸也會有所不同。我想用一些集數更進一步探索達爾心境的轉變來拉近這二個人物之間的關係，最後的結果就是讓達爾主動與悟空提議進行融合。”。

## 經歷[14][15]
732年：達爾出生。
737年（5歲）：成為弗力扎的傭兵和父親達爾王出戰，在貝吉達行星被弗力扎毀滅時與拉帝茲在侵略別的星球，假裝沒聽到弗力扎的召集命令而逃過一劫。
762年（30歲）：拉帝茲在戰鬥中喪生。他得知地球上有可以實現願望的七龍珠，為了獲得長生不老於是和那霸一起前往地球。
763年（31歲）：在地球上和悟空等人交戰後，達爾來到弗力札第79號行星接受治療。痊癒後前往那美克星尋找七龍珠，和弗力札兵團、布瑪等人進行七龍珠的爭奪戰，一度與悟飯等人對抗弗力扎。在最後他告訴悟空，出生的母星達爾行星爆炸的真相後被弗力札殺害。後來被地球上的七龍珠復活；因為波倫加神龍的關係被傳送到地球上。
764年～767年（32歲～36歲）：看到勁敵悟空成為傳說的戰士「超級賽亞人」很不甘心，所以在布瑪的宇宙船裡修行，（七龍珠Z追加：獨自前往宇宙接受訓練）直到最後成為超級賽亞人。第一個兒子特南克斯出生。一個人輕鬆打敗人造人19號，自稱「超級達爾」，在跟人造人18號的戰鬥中斷了右手臂。後來和來自未來世界的特南克斯進入精神時光屋修行。之後為了痛快的戰鬥，所以讓賽魯吸收人造人18號成為完全體。
774年（43歲）：為了與曾經消滅賽魯的孫悟飯較量，他決定參加第25屆天下第一武道大會。之後打算拉近與孫悟空之間的實力差距，故意被魔法師巴比迪控制、成為「魔人達爾」並且與悟空一對一戰鬥，後來打昏孫悟空、孫悟天和特南克斯，要比克將兩個小孩帶離危險地方，決定在魔人普烏面前自爆，在故事進入尾聲前稱悟空「你才是世界第一」。
780年（49歲）：第一個女兒布拉出生。
784年（53歲）：以零用錢為由，達爾要求特南克斯也一起參加第28屆天下第一武道大會。
789年（58歲，GT平行时空）：見到兒子特南克斯整天工作而疏於修練，所以拉著兒子與孫悟天上宇宙船。9個月後因為布拉「爸爸，你的鬍子一點也不好看！」決定將鬍子剃掉。和布拉外出購物回家的路上被茲夫爾人貝比寄生。
790年（59歲，GT平行时空）：達爾氣憤地說「我現在是擁有賽亞人王子尊嚴的地球人！」回憶年輕時和悟空在地球初次相遇和之後的對戰經歷，此時布瑪製造可以讓他長出尾巴的超布爾茲光成為超級賽亞人4，之後主動和悟空提議融合變成超級賽亞人4悟達爾。最後看到悟空和神龍向大家道別，達爾告訴小芳把它好好收藏起來後一個人獨自離開。
801年（70歲）：達爾意識到人生即將結束，孫悟空來迎接達爾離開地球。達爾與悟空在遙遠世界最後的對決中出現超新星爆炸，兩人的勝負未知，從此達爾下落不明。
889年：天下第一武道大會的會場上，出現一名長相與達爾很像的小孩，他的對手是孫悟空Jr.。

## 戰鬥力
- 於作品與書中表示的戰鬥力數據：

- 來襲地球時：18,000、180,000（大猿時）
- 到達那美克星→與薩博第1戰：24,000
- 與薩博第2戰→與利庫姆戰：約30,000
- 與利庫姆戰後→與弗利札第3形態戰：250,000

## 形態

### 七龍珠的原作漫畫、七龍珠Z、七龍珠改
賽亞人篇：可透過自製能源月亮引發猿猴變身。

人造人篇：那美克星之戰後移居地球，透過訓練變身為超級賽亞人。後來再透過精神時光屋後自稱「超級達爾」

魔人普烏篇：貝吉達透過嚴格訓練也可以變身超級賽亞人2，但看到孫悟空也突破極限能變成超級賽亞人2後達爾為了無所顧慮的跟悟空單挑，選擇被魔法師巴比迪控制，泯滅自己的人性來跟悟空戰鬥「魔人達爾」。

### 七龍珠．超(動畫／漫畫)
- 超級賽亞人之神（超サイヤ人ゴッド）
  - 在漫畫版本的《龍珠超》，達爾也成為擁有神的氣息的超級賽亞人之神，髮色、眼睛眉毛和散發的氣焰為紅色
  - 電影動畫的《七龍珠超 布羅利》也有變身成為超級賽亞人之神形態與布羅利對抗。

- 超級賽亞人BLUE（超サイヤ人ブルー）
  - 透過維斯的訓練，在與復活後的弗利沙對戰時變身為「超サイヤ人ブルー（超級賽亞人BLUE）」。
  - 另稱超サイヤ人ゴッドSS（超級賽亞人之神SS）。

- 超級賽亞人BLUE進化（超サイヤ人ブルー進化）
  - 漫畫版初次登場為40話，動畫版於第123話登場，對戰吉連時領悟到超越超級賽亞人之神的超級賽亞人的力量(亮藍色)。
  - 龍珠超電視動畫版負責登場人物設定的山室直儀的人物設計圖表中，此形態稱為「超サイヤ人ブルー進化（超級賽亞人BLUE進化）」
  - 此形態被各大中文討論平台龍珠的粉絲定義為「超級賽亞人藍進化、閃耀超級賽亞人藍、超級賽亞人深藍、全力超藍、完美超藍、超藍全功率[21]。」
  - 鳥山明「超越了界限，變得強大而平穩之後能冷靜地戰鬥。」（原文：ある限界を超え、強く、そして穏やかになり冷静に闘えることになった[22]。）

- 唯我極境／我行我素心法（我儘の極意）
  - 《七龍珠超(漫畫)》第75話「破壞神之力」登場，貝吉達向破壞神比魯斯學習並擁有此型態（髮型紫色、眉毛完全消失，類似動畫版的托波-破壞神模式）。

### 七龍珠GT
- 達爾在邪惡龍篇裡，通過他的愛妻布瑪製造的布爾茲光波照射來變出尾巴，從大猿變成黃金大猿
- 變成黃金大猿後變身為超級賽亞人4[注 20]
- 與孫悟空融合成為超級賽亞人4悟吉塔。
- 也曾經被茲夫爾人貝比寄生於體內，成為達爾貝比。

### 龙珠大魔
- 超級赛亚人3（スーパーサイヤ人3）
  - 于《龙珠大魔》12集中首次变身，此形态的外貌是在超二的基础上而改变，金色的头发大幅增长，眉毛消失且眉骨降低，在原先单一的浅绿色眼珠中出现深蓝色的瞳孔，金色气焰变为光芒并固定，超二时的闪电变得更加密集。

在该世界观中，根据布尔玛所说该形态是贝吉塔一人独自修炼而成。

## 家谱
|  |  |      |      |      |      |      |      |  |  |        |        |        |        |        |        |  |  | 贝吉塔王 (贝吉塔三世) | 贝吉塔王 (贝吉塔三世) | 贝吉塔王 (贝吉塔三世) | 贝吉塔王 (贝吉塔三世) | 贝吉塔王 (贝吉塔三世) | 贝吉塔王 (贝吉塔三世) |          |          | 布里夫博士 | 布里夫博士 | 布里夫博士 | 布里夫博士 | 布里夫博士 | 布里夫博士 |        |        | 潘琪   | 潘琪   | 潘琪 | 潘琪 | 潘琪   | 潘琪   |        |        |        |        |  |  |
|  |  |      |      |      |      |      |      |  |  |        |        |        |        |        |        |  |  | 贝吉塔王 (贝吉塔三世) | 贝吉塔王 (贝吉塔三世) | 贝吉塔王 (贝吉塔三世) | 贝吉塔王 (贝吉塔三世) | 贝吉塔王 (贝吉塔三世) | 贝吉塔王 (贝吉塔三世) |          |          | 布里夫博士 | 布里夫博士 | 布里夫博士 | 布里夫博士 | 布里夫博士 | 布里夫博士 |        |        | 潘琪   | 潘琪   | 潘琪 | 潘琪 | 潘琪   | 潘琪   |        |        |        |        |  |  |
|  |  |      |      |      |      |      |      |  |  |        |        |        |        |        |        |  |  |                       |                       |                       |                       |                       |                       |          |          |            |            |            |            |            |            |        |        |        |        |      |      |        |        |        |        |        |        |  |  |
|  |  |      |      |      |      |      |      |  |  |        |        |        |        |        |        |  |  |                       |                       |                       |                       |                       |                       |          |          |            |            |            |            |            |            |        |        |        |        |      |      |        |        |        |        |        |        |  |  |
|  |  | 菇乐 | 菇乐 | 菇乐 | 菇乐 | 菇乐 | 菇乐 |  |  | 塔布尔 | 塔布尔 | 塔布尔 | 塔布尔 | 塔布尔 | 塔布尔 |  |  | 贝吉塔 (贝吉塔四世)   | 贝吉塔 (贝吉塔四世)   | 贝吉塔 (贝吉塔四世)   | 贝吉塔 (贝吉塔四世)   | 贝吉塔 (贝吉塔四世)   | 贝吉塔 (贝吉塔四世)   |          |          |            |            |            |            | 布尔玛     | 布尔玛     | 布尔玛 | 布尔玛 | 布尔玛 | 布尔玛 |      |      | 塔伊丝 | 塔伊丝 | 塔伊丝 | 塔伊丝 | 塔伊丝 | 塔伊丝 |  |  |
|  |  | 菇乐 | 菇乐 | 菇乐 | 菇乐 | 菇乐 | 菇乐 |  |  | 塔布尔 | 塔布尔 | 塔布尔 | 塔布尔 | 塔布尔 | 塔布尔 |  |  | 贝吉塔 (贝吉塔四世)   | 贝吉塔 (贝吉塔四世)   | 贝吉塔 (贝吉塔四世)   | 贝吉塔 (贝吉塔四世)   | 贝吉塔 (贝吉塔四世)   | 贝吉塔 (贝吉塔四世)   |          |          |            |            |            |            | 布尔玛     | 布尔玛     | 布尔玛 | 布尔玛 | 布尔玛 | 布尔玛 |      |      | 塔伊丝 | 塔伊丝 | 塔伊丝 | 塔伊丝 | 塔伊丝 | 塔伊丝 |  |  |
|  |  |      |      |      |      |      |      |  |  |        |        |        |        |        |        |  |  |                       |                       |                       |                       |                       |                       |          |          |            |            |            |            |            |            |        |        |        |        |      |      |        |        |        |        |        |        |  |  |
|  |  |      |      |      |      |      |      |  |  |        |        |        |        |        |        |  |  |                       |                       |                       |                       |                       |                       |          |          |            |            |            |            |            |            |        |        |        |        |      |      |        |        |        |        |        |        |  |  |
|  |  |      |      |      |      |      |      |  |  |        |        |        |        |        |        |  |  |                       |                       |                       |                       |                       |                       | 特南克斯 | 特南克斯 | 特南克斯   | 特南克斯   | 特南克斯   | 特南克斯   |            |            | 布拉   | 布拉   | 布拉   | 布拉   | 布拉 | 布拉 |        |        |        |        |        |        |  |  |